# 우로시 라다코비치
우로시 라다코비치(세르비아어: Урош Радаковић, Uroš Radaković, 1994년 3월 31일, 노비사드 ~ )는 세르비아의 축구 선수로, 현재 러시아 프리미어리그의 아르세날 툴라에서 뛰고 있다.